# Latte caprino
Il latte caprino è il tipo di latte generato dalle capre.

## Caratteristiche
Rispetto al latte vaccino, il latte di capra ha un colore più bianco (dovuto all'assenza di β-carotene), un gusto più forte e un maggiore contenuto calorico. In commercio si può trovare come latte pastorizzato o latte sterilizzato a media conservazione o a lunga conservazione.

## Particolarità nutrizionali
La composizione chimica del latte di capra (specie per quanto riguarda i grassi) può variare a seconda della razza, dell’ambiente e del tipo di alimentazione.

### Proteine
La quantità di proteine è analoga a quella del latte vaccino (il 3,5%), ma è diversa la tipologia, in quanto il latte di capra presenta una maggiore quantità di sieroproteine e una minore quantità caseina; quest’ultimo aspetto lo rende meno idoneo alla caseificazione, per cui non viene usato per la produzione di formaggi a pasta filata (come la mozzarella) e formaggi stagionati, ma per la produzione di formaggi freschi e ricotta.

### Carboidrati
La quantità di carboidrati è analoga a quella presente nel latte vaccino. La quantità di lattosio è inferiore solo di poco (dallo 0,2 allo 0,5%), per cui non è adatto al consumo da parte di chi è intollerante al lattosio.

### Grassi
Il latte di capra contiene mediamente il 4,1% di grasso, una quantità maggiore rispetto al latte vaccino, che ne contiene mediamente il 3,5%. I globuli di grasso del latte di capra sono però più piccoli, per cui risulta più digeribile; inoltre, contiene una maggiore quantità di acidi grassi a catena corta (come l'acido caprico). Ha una minore quantità di colesterolo, ma la differenza con il latte vaccino è minima.

## Sali minerali e vitamine
Rispetto al latte vaccino, il latte di capra è più ricco di calcio, fosforo, potassio e ferro ed ha una minore quantità di sodio; inoltre, è più ricco di vitamina A, ma ha una scarsa quantità di acido folico e vitamina B12.